# Ascoli Piceno (provins)
Provinsen Ascoli Piceno (it. Provincia di Ascoli Piceno) er en provins i regionen Marche i det centrale Italien. Ascoli Piceno er provinsens hovedby.
Der var 369.371 indbyggere ved folketællingen i 2001.

## Geografi
Provinsen Ascoli Piceno grænser til:
- i nord og nordvest mod provinsen Macerata,
- i øst mod Adriaterhavet,
- i syd mod Abruzzo (provinsen Teramo) og mod Lazio (provinsen Rieti) og
- i sydvest mod Umbria (provinsen Perugia).

42°51′17″N 13°34′31″Ø / 42.854722222222°N 13.575277777778°Ø